# 푸에르토리코 독립당

깃발: 푸에르토리코 독립당

푸에르토리코 독립당(Puerto Rican Independence Party, 스페인어: Partido Independentista Puertorriqueño, PIP)은 미국으로부터 푸에르토리코를 독립시키려는 운동을 펼치고 있는 정당으로, 푸에르토리코의 3대 정당이다.

## 창립
푸에르토리코 민중민주당이 독립에 대한 의지가 쇠퇴하였다고 판단한 독립운동 지도자들이 모여 1946년 10월 20일 창립하였다.

## 간략한 역사

푸에르토리코 독립당의 지도자 루벤 베리오스

푸에르토리코 독립당의 활동은 1970년대부터 활발해졌다. 1971년 독립당의 푸에르토리코 행정관 후보였던 루벤 베리오스(Rubén Berríos. 1939년 ~ )는 미 해군에 대한 반대운동을 주도했다. 이 때문에 그는 폭스 리버 주립 교도소에 3개월 동안 갇히는 신세가 된다. 그러나 다음해에 있었던 선거에서 독립당은 사회주의적, 친노동자적 정당으로서는 의외로 큰 성공을 거둔다. 그러나 대중적인 지지를 얻은 대신, 사회주의적 요소는 많이 쇠퇴한다.
이후 독립당은 푸에르토리코의 미군철수운동, 반전운동을 계속 이어나가지만, 2000년대 이후 독립당의 지지는 급속히 쇠퇴해서 2004년 행정관 선거에서는 2.4%, 2008년 선거에서는 2.04%를 받는데 그치고 만다.

## 독립당의 반전운동
지난 몇 년간 독립당의 지도자들은 반미운동, 이라크 전쟁 반대 운동을 펼쳐 나갔다. 특히 이들은 미국 정부가 푸에르토리코인들을 미군에 입대시키는 것에 반대해 왔다. 커내디안 프레스는 2007년 9월 29일 독립당의 이러한 활동을 다음과 같이 보도했다. "푸에르토리코 독립당은 5년 전부터 고등학생들을 상대로 미군 신병 모집원들에게 개인정보를 유출시키지 말라고 당부하는 전단지를 뿌려 왔다. 작년 한해 동안 57%의 고등학생들이 미군 신병 모집원들에게 자신의 개인정보를 주지 않겠다는 서명을 했다."

## 정치 성향
푸에르토리코 독립당은 기본적으로 독립운동 단체이며, 사회자유주의와 사회민주주의를 표방한다. 프랑스 사회당 등이 속해 있는 사회민주주의 국제연합인 사회주의 인터내셔널(Socialist International)의 일원이기도 하다.

## 같이 보기
- 사회주의 인터내셔널